# Shukadeva

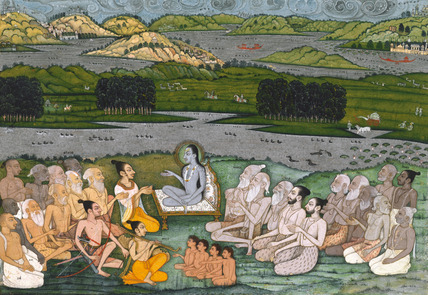
Shuka orando a un grupo de Sadhus. Acuarela opaca en papel. Rajasthan, India

En el marco de la mitología hindú, Shukadeva es un sabio mencionado en el Majábharata y en varios Puranas de varias tradiciones, principalmente del vaisnavismo.
- शुकदेव en escritura devanagari del sánscrito.
- śukadeva, en el sistema AITS (alfabeto internacional para la transliteración del sánscrito).
- Pronunciación: [shukadeva].[1]

## Etimología
- Shuka significa ‘loro’ en idioma sánscrito. Aparece ya en el Rig-veda.[1] Posiblemente proviene de śuch, y originalmente significaría ‘brilloso’. Los exégetas sostienen que no se le llamó ‘loro’ porque repitió todo lo que escuchó de su padre, sino porque —según los hinduistas— las frutas (que ya son dulces por sí mismas) se vuelven más dulces cuando los loros las tocan con su pico; entonces el Bhágavata-purana (que se autoproclama la fruta madura de los Vedas) se volvería más dulce al tocarlo Shuka con su boca.
- Deva significa ‘dios’ o ‘divino’.
- Gosuamin (gosvāmī) es un título honorífico, que literalmente significa ‘el que controla sus sentidos’ (principalmente desde el punto de vista sexual), siendo go: ‘sentidos’ y suamin: ‘amo’.

Otros nombres son:
- Śuka o Shuka
- Śrī Śuka o Sri Shuka
- Śukadev o Shukadev
- Brahmarāta o Brahma Rata (‘dado por [el dios] Brahmá’)[2]

## Leyenda

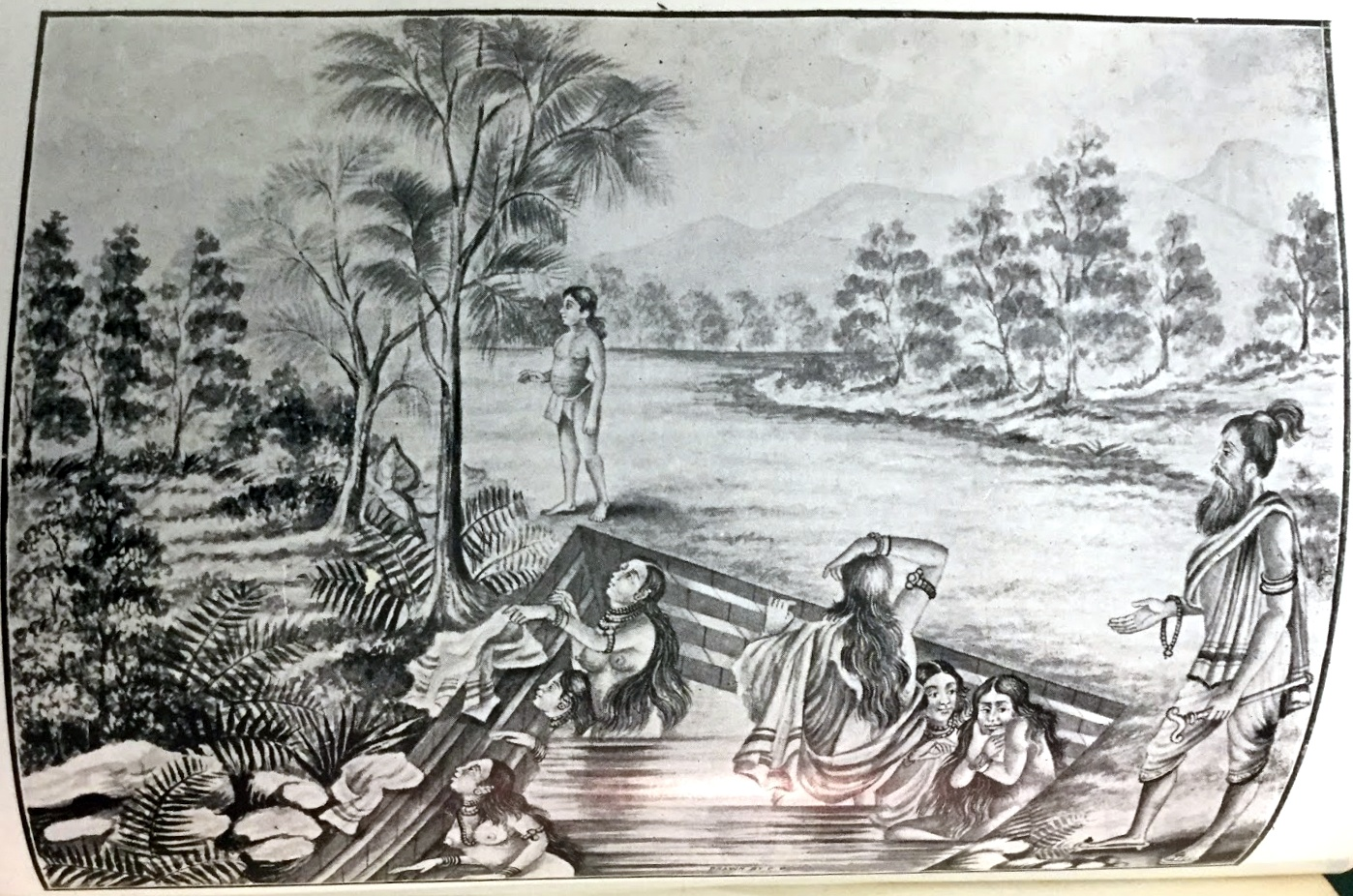
FOLLOWING ARE THE PICTURES FROM A 100 YEAR OLD BOOK OF BHAGAVATA PURANA. THESE PICTURES COVER FIRST TWO BOOKS; BHAGAVATA HAS 12 BOOKS

De acuerdo con algunas fuentes, Shuka era hijo de Arani, la esposa de Viasa (incluso se dice que él no quería nacer y estuvo varios años en el vientre de su madre, hasta que el sabio Nárada Muni lo convenció de nacer).
Otras fuentes dicen que «sólo el semen de Viasa dio nacimiento a su hijo Shuka, y Viasa lo crió y educó, sin intervención femenina».
Los hinduistas vaisnavas creen que Vedaviasa primero escribió el Bharata samhita, que contenía 24.000 slokas (‘versos’) y se lo enseñó a su hijo Shukadeva.
También creen que Shukadeva Goswami sobrepasó el nivel del avance espiritual de su padre, por ejemplo en el incidente cuando Viasa —siguiendo a su hijo, que tras su parto escapó de todo contacto con la sociedad— se encontró con un grupo de bellezas celestiales bañándose.
Shuka estaba purificado hasta tal grado, que las damas ante él no se habían cubierto, debido a que percibieron su total ausencia de lujuria, en cambio se cubrieron al ser vistas por Viasa. Shuka era joven y completamente desarrollado, mientras que Viasa era viejo y estaba vestido.

## Representación
Generalmente se lo retrata desnudo, para enfatizar que estaba más allá de la conducta social deseada.

## El «Bhāgavata puraná»
Shukadeva fue el hablante principal del Bhāgavata puraṇá, cuyo primer verso semeja a los Brahma Sutras y el mantra Gayatri del Rig vedá.
Se acepta que el lenguaje de este Puraná se asemeja a los textos védicos más que los demás Puranás.
Por eso se cree que es más antiguo que el resto, o que simplemente se escribió tratando de imitar el tono de los Vedás.
Según el Bhāgavata puraṇá, al principio Shuka era monista impersonalista (o sea, creía que Dios no es una persona, sino que es una energía innombrable e impensable).
pero más tarde se sintió atraído por las leyendas de Krishná.
De acuerdo con el Matsya puraná, Shuka se casó con Pivari y se convirtió en un ejemplar grijastha (‘hogar-está’, padre de familia) y tuvo cinco hijos:
- Bhurishravas
- Prabhu (o Prithu).
- Shambhu (no el conocido dios Shivá).
- Krishna (no el conocido dios hindú).
- Gaura
- y una hija: Kirtimati.